# Championnats d'Europe de gymnastique rythmique 1994
Navigation
Édition précédente Édition suivante
Les championnats d'Europe de gymnastique rythmique 1994, dixième édition des championnats d'Europe de gymnastique rythmique, ont eu lieu en 1994 à Thessalonique, en Grèce.